# Brugairolles

Brugairolles este o comună în departamentul Aude din sudul Franței. În 2009 avea o populație de 251 de locuitori.